# Marie-Claude Vaillant-Couturier
Marie-Claude Vaillant-Couturier (ur. 3 listopada 1912 w Paryżu, zm. 11 grudnia 1996 tamże) – fotografka i reporterka, działaczka francuskiego ruchu oporu.

## Przed wojną
Była córką Luciena Vogla, wydawcy gazety Vu (od 1928) i Cosette de Brunhoff, fotografki mody. Chociaż uzyskała wykształcenie germanistyczne, zdecydowała się na podjęcie pracy jako reporterka fotograficzna w czasie, kiedy zawód ten był niemal zarezerwowany dla mężczyzn. W 1934 wstąpiła do Młodzieży Komunistycznej, a do 1936 do feministycznej Unii Dziewcząt Francuskich. Pracowała jako reporterka w komunistycznej gazecie „L’Humanité”, w której ostatecznie została osobą odpowiedzialną za całość oprawy fotograficznej. W 1934 poślubiła Paula Vaillant-Couturiera, również komunistę i redaktora naczelnego gazety, który w 1937 zniknął w tajemniczych okolicznościach.
Odbyła kilka podróży do nazistowskich Niemiec, które udokumentowała w reportażach dla prasy francuskiej. Pisała m.in. o pierwszych obozach koncentracyjnych w III Rzeszy. W podobnym charakterze udała się do ogarniętej wojną domową Hiszpanii. Straciła pracę w 1939, w momencie delegalizacji partii komunistycznej i wszystkich jej wydawnictw.

## Ruch oporu
Zaangażowała się w ruch oporu, w którym odpowiadała przede wszystkim za podziemną prasę i publikacje propagandowe. Współdziałała z komunistycznym filozofem Georges’em Politzerem przy publikacji jego pamfletu Krew i złoto i przy tworzeniu podziemnej edycji „L’Humanité” ze swoim drugim mężem Pierre Villonem (ślub miał miejsce już po wojnie, w 1949). Brała udział we wzmacnianiu związków między wojskowym a cywilnym ruchem oporu, uczestniczyła też w akcjach sabotażowych.
9 lutego 1942 została aresztowana razem z grupą innych komunistów (okazała się jedyną osobą w tej grupie, która przeżyła wojnę). Była więziona kolejno w paryskiej prefekturze policji, paryskim więzieniu La Santé, forcie Romainville, a następnie została dołączona do transportu 230 kobiet-uczestniczek podziemnej walki do niemieckiego obozu koncentracyjnego Auschwitz-Birkenau. W sierpniu 1944 została przewieziona do Ravensbrück, gdzie pracowała przy robotach ziemnych, a następnie w obozowym szpitalu, ze względu na znajomość niemieckiego. Uwolniona po wyzwoleniu obozu, wróciła do Francji w czerwcu 1945.

## Powojenna działalność polityczna
W 1945 r. zasiadała we francuskiej Konstytuancie, następnie była aktywną działaczką partii komunistycznej, aktywistką pacyfistyczną i feministyczną. Dwukrotnie pełniła funkcje wiceprzewodniczącej francuskiego Zgromadzenia Narodowego. W 1946 wybrano ją sekretarzem Międzynarodowej Demokratycznej Federacji Kobiet, a w roku 1979 – wiceprzewodniczącą Unii Kobiet Francuskich. W 1945 r. współtworzyła Narodową Federacją Deportowanych i Internowanych Działaczy Ruchu Oporu i Patriotów. Była świadkiem w czasie Procesów norymberskich. Sygnatariusz apelu sztokholmskiego w 1950 roku. W 1990 r. została jednogłośnie mianowana przewodniczącą świeżo powołanej Fundacji Pamięci Deportacji, a następnie jej honorową przewodniczącą, stanowisko to piastowała do śmierci.
Została odznaczona m.in. Legią Honorową III, IV i V klasy (1945, 1981, 1995).